# 广西梭罗
广西梭罗（学名：Reevesia pubescens var. kwangsiensis）为梭罗树属下梭罗树的一个变种，分布于中国东南部。

## 扩展阅读
- 維基物種上的相關：广西梭罗